# Jonathan Sachs
Jonathan Sachs (nacido en 1947) es un programador, que fue uno de los cofundadores de Lotus Development Corporation con Mitch Kapor en 1982 y creó la primera versión de la hoja de cálculo Lotus 1-2-3.  Sachs dejó Lotus en 1985 y en la actualidad desarrolla software de edición fotográfica para su propia compañía ubicada en Cambridge, Massachusetts, Digital Light & Color, que distribuye la aplicación Picture Window desde el año 1994.